# Кинкаслох

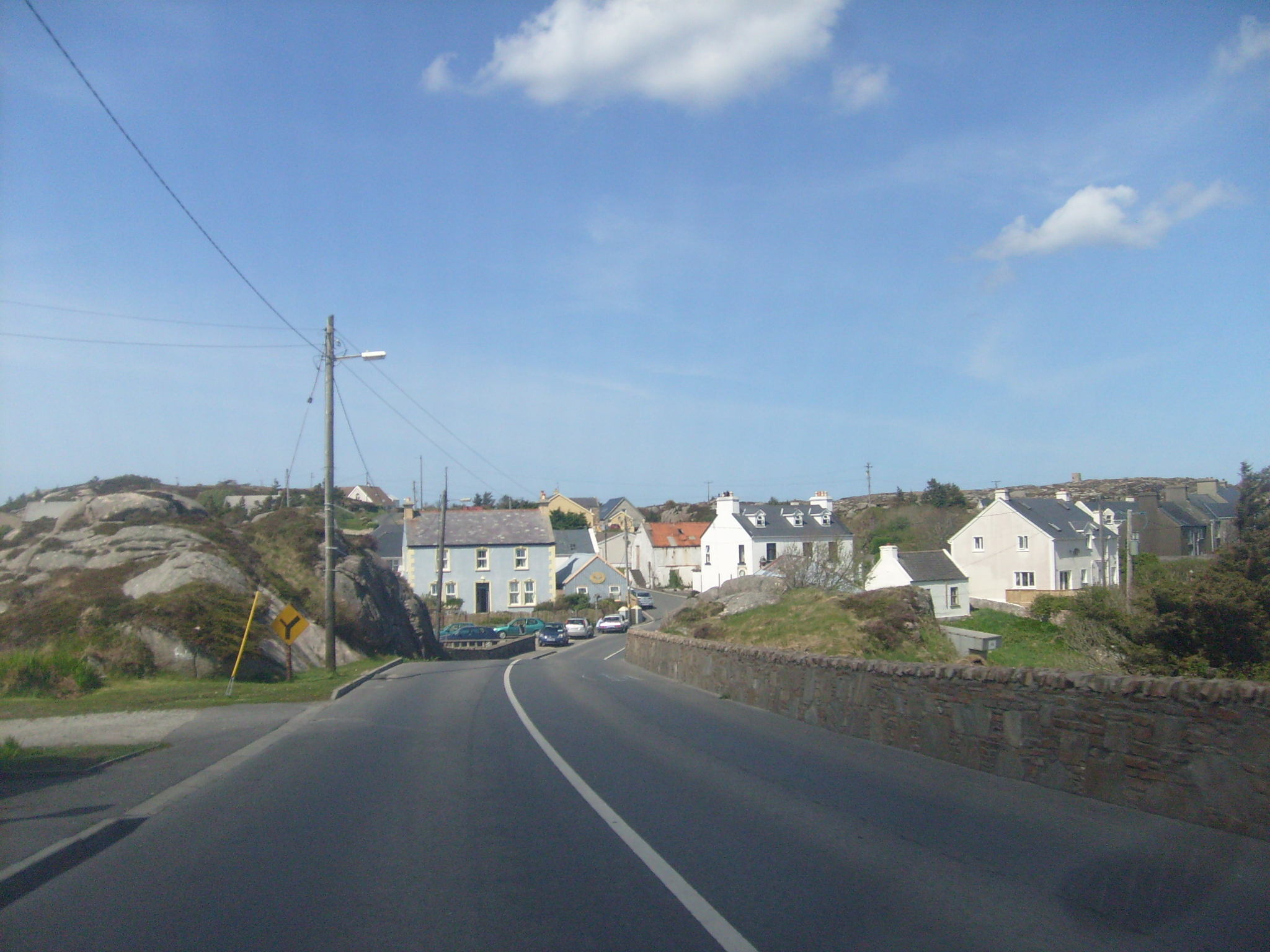

Кинкаслох (англ. Kincasslagh; ирл. Cionn Caslach) — деревня в Ирландии, находится в графстве Донегол (провинция Ольстер).